# Coelalysia nigricapite
Coelalysia nigricapite är en stekelart som beskrevs av Fischer 2006. Coelalysia nigricapite ingår i släktet Coelalysia och familjen bracksteklar. Inga underarter finns listade i Catalogue of Life.